# Směsová příze

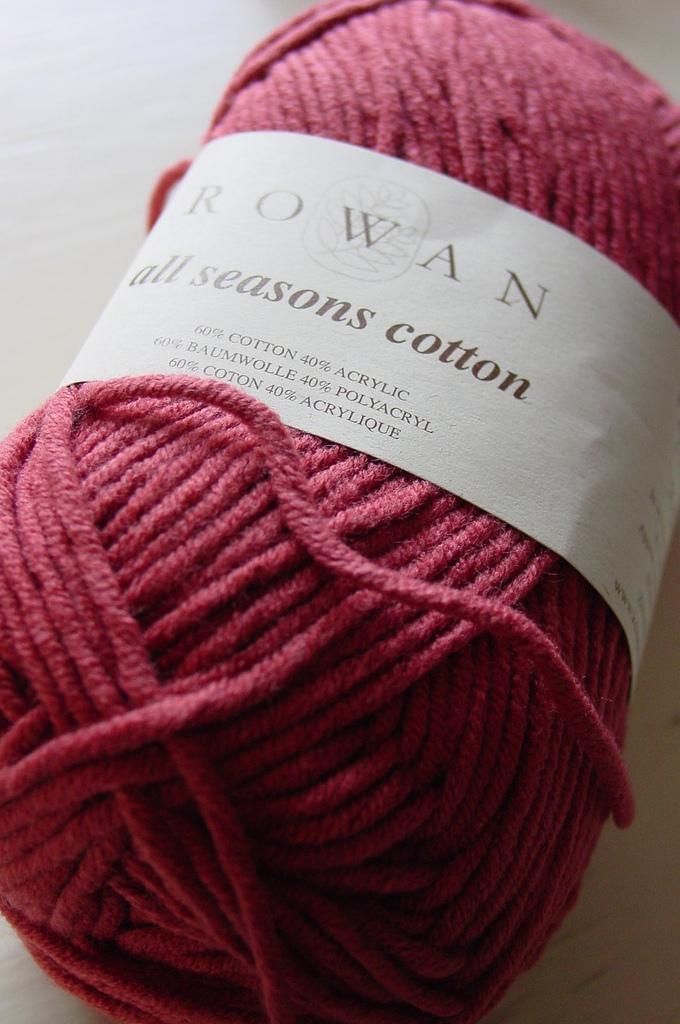
Směsová příze 60/40% CO/PAC

Směsová příze (angl.: mixed yarn, něm.: Mischgarn) je výrobek ze dvou nebo více druhů vláken. 
Kombinací různých materiálů se zpravidla mají zlepšit fyzikální a užitné vlastnosti nebo přizpůsobit vlastnosti určitému účelu použití příze, případně se dají snížit náklady na její výrobu.

## Příze ze staplových vláken
Materiálová směs se tvoří v procesu předpřádání
- v mísicích komorách [3] [4]
- na mísicích strojích [5]
- na protahovacích strojích (viz snímek)

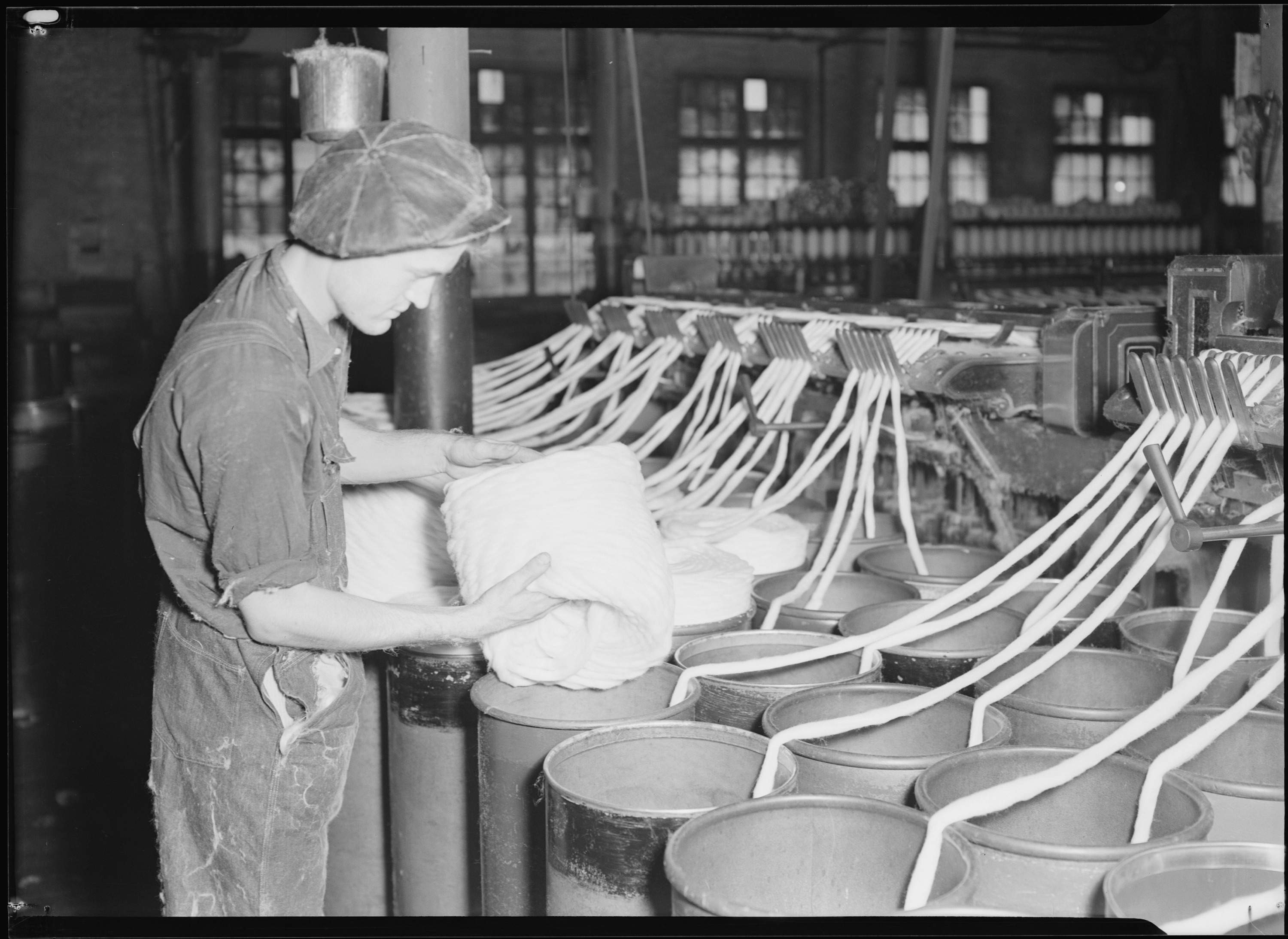
Mísení vláken v pramenech na bavlnářském protahovacím stroji (1937)

Ve statistikách výroby se směsové příze často rozdělují podle způsobu spřádání např. na bavlnářské, vlnařské, lnářské, vigoňové nebo (sotva známé) svazkové.
Odlišně od „klasických“ přízí se tvoří směs z rozdílných vláken při frikčním předení. Směs zde vzniká na dopřádacím stroji ze dvou vrstev vláken (jádro a plášť), přívlastek „směsová“ se nahrazuje označením hybridní.
Podíly jednotlivých komponent směsové příze se udávají v pořadí jejich čisté váhy, např. PES/WO 55/45 (55 % polyesteru / 45 % vlny).
Podíl směsových výrobků na celosvětové produkci staplových přízí obnášel v roce 2012 cca 60 % (z celkových 46 milionů tun ročně) jednoduchých i skaných v desítkách směsových variant. 
Ze směsových přízí se vyrábí především značná část oděvních a bytových textilií.

## Filamentové příze
Všechny směsové příze z různých druhů filamentů se označují jako hybridní. Vyrábí se např.
- technologií commingling, průmyslově např. pod značkou Comfil® s (dosud) výhradním použitím na výztuž kompozitů. [8]
- frikčním předením (např. kombinací: ocelový drát/ kevlar nebo kevlar/viskóza).

Příze se používají na technické textilie, především na ochranné oděvy. 
Informace o rozsahu výroby frikčních přízí nejsou zveřejňovány.